# Niels Hansen (politiker, 1793-1860)
 For alternative betydninger, se Niels Hansen. (Se også artikler, som begynder med Niels Hansen)
Niels Hansen (født 6. juli 1793 i Lundtofte i Føvling Sogn nord for Ribe, død 6. juli 1860 i Eskelund i Brørup Sogn) var en dansk skolelærer og politiker.
N. Hansen var søn af husmand Hans Nielsen Gravlund. Han gik i skole i Bobøl i fødesognet Føvling Sogn. Præsten H.K.M. Krarup i Bækbølling i sognet forberedte Hansen til at gå på Borris Seminarium, hvorfra han tog lærereksamen i 1815. Han blev så huslærer hos Krarup og underviste også i skolerne i Holsted og Stenderup i Føvling Sogn. Han blev i 1816 lærer og kirkesanger i Brørup hvor han blev til til sin død i 1860. Skolen blev dog flyttet til Eskelund lidt nord for Brørup i 1821.
Han købte i 1832 en lille gård i Eskelund og yderligere en i 1837. Han sammenlagde gårdene og solgte dem i 1842. I 1844 købte han to små gårde og i 1845 Ansager Mølle som han solgte i 1850. Fra 1851 til 1855 havde han Surhavegård i Brørup Sogn. Han var medlem af sogneforstanderskabet i sognet 1851-1854.
N. Hansen var medlem af Den Grundlovgivende Rigsforsamling valgt i Ribe Amts 4. distrikt (Stensvanggård). Han stillede ikke op til Folketinget.